# Campeonato Carioca de Futebol Feminino de 2011
O Campeonato Carioca de Futebol Feminino de 2011 foi a 20ª edição da divisão principal do campeonato estadual de futebol feminino do Rio de Janeiro. A competição foi organizada pela Federação de Futebol do Estado do Rio de Janeiro (FERJ) e teve o Campo Grande como campeão.

## Regulamento
A competição foi disputada em três fase. A primeira fase foi disputada com as sete equipes, dividas em dois grupos (A e B) jogando entre si, em confronto direto, no primeiro turno e em cruzamento com o outro grupo, no returno fechando a primeira fase. As equipes primeiras colocadas de cada grupo mais as duas melhores equipes por índice técnico (IT) classificaram-se para a segunda fase, as semifinais em confronto de ida e volta. As vencedoras das semifinais avançaram para a terceira fase, a fase final jogando em confronto de ida e volta, sagrando-se campeã a equipe que obteve melhor resultado nas duas partidas.

### Critérios de desempate
Os critérios de desempate foram, na ordem, por fase:
- Maior número de vitórias
- Melhor saldo de gols
- Maior número de gols pró
- Menor número de cartões amarelos e vermelhos
- Sorteio

## Participantes
| Equipe          | Cidade          | Em 2010         | Estádio                    | Capacidade | Títulos            |
| Bangu           | Rio de Janeiro  | Não participou  | Moça Bonita                | 9 564      | 0 (não possui)     |
| Bonsucesso      | Rio de Janeiro  | Não participou  | Leônidas da Silva          | 2 000      | 0 (não possui)     |
| Duque de Caxias | Duque de Caxias | 2º              | Marrentão                  | 6 000      | 3 (último em 2007) |
| Imperial        | Rio de Janeiro  | 1° participação | Kosmos Atlético Social     | 3 000      | 0 (não possui)     |
| Mangaratibense  | Mangaratiba     | 1° participação | José Maria de Brito Barros | 800        | 0 (não possui)     |
| Vasco da Gama   | Rio de Janeiro  | Campeão         | São Januário               | 24 584     | 7 (último em 2010) |
| Volta Redonda   | Volta Redonda   | 3º              | Raulino de Oliveira        | 2 000      | 1 (último em 2009) |